# Dănești, Gorj
Dănești là một xã thuộc hạt Gorj, România. Dân số thời điểm năm 2002 là 3936 người.